# Catriona Gray
Catriona Elisa Magnayon Gray là MC chương trình truyền hình, ca sĩ, người mẫu người Úc gốc Philippines, cô là người đoạt danh hiệu Hoa hậu Hoàn vũ 2018, cô cũng từng đại diện Philippines tại Hoa hậu Thế giới 2016 và dừng chân tại Top 5 chung cuộc. Catriona là Hoa hậu Hoàn vũ thứ 4 đến từ Philippines trong lịch sử.

## Sự nghiệp
Không chỉ xinh đẹp, tài giỏi và đa tài trong rất nhiều lĩnh vực, Catriona Gray còn khiến mọi người vô cùng ngưỡng mộ khi phát hiện ra cô là Thạc sĩ ngành nhạc lý của một học viện âm nhạc vô cùng nổi tiếng trên thế giới - Học viện âm nhạc Berklee (Boston, Mỹ).
Năm 2016, cô gái cao 1m78 tự tin ghi danh vào cuộc thi "Hoa hậu Thế giới Philippines" và đăng quang nhờ gương mặt xinh đẹp, kĩ năng trình diễn hút mắt và phần ứng xử tự tin.
Cùng năm, cô đại diện quốc gia dự thi "Miss World - Hoa hậu Thế giới" và lọt vào Top 5 chung cuộc.
Sau khi dừng chân ở Top 5 tại Hoa hậu Thế giới 2016, cô được Missosology bình chọn và đã chiến thắng giải Vẻ đẹp vượt Thời gian 2016. Cô là người đẹp thứ hai tại Philippines có thể dành giải thưởng này, sau Venus Raj - Á hậu 4 Hoa hậu Hoàn vũ 2010.
Vẫn khao khát chinh phục các danh hiệu nhan sắc danh giá, năm 2018 Catriona Gray dự thi thêm "Binibining Pilipinas 2018" và vượt qua loạt ứng viên để bước lên ngôi vị cao nhất. Đây chính là bước đệm để Catriona Gray nhận suất đại diện Philippines tranh tài tại Hoa hậu Hoàn vũ 2018.
Tổng cộng, Catriona Gray đã đội 3 vương miện trong suốt sự nghiệp: Hoa hậu Thế giới Philippines 2016, Hoa hậu Hoàn vũ Philippines 2018 và Hoa hậu Hoàn vũ 2018.
Tại cuộc thi Hoa hậu Hoàn vũ 2018 được tổ chức ở Thái Lan cô đã tỏa sáng thể hiện mọi kỹ năng sân khấu, cùng khả năng ứng xử hoạt ngôn cô đã chiến thắng và giành được vương miện một cách thuyết phục. Khán giả luôn nhớ đến cô với kỹ năng trình diễn "Lava Walk" kinh điển.
Tháng 8 năm 2022, cô chính thức trở thành Đại sứ của Giải vô địch bóng rổ thế giới 2023 tại Philippines cùng với các cựu tuyển thủ người Philippines Lewis Alfred Vasquez Tenorio, Larry Fonancier và Gary David.